# Викари
Викари (итал. Vicari) је насеље у Италији у округу Палермо, региону Сицилија.
Према процени из 2011. у насељу је живело 2563 становника. Насеље се налази на надморској висини од 642 м.

## Становништво
| 1931. | 1936. | 1951. | 1961. | 1971. | 1981. | 1991. | 2001. | 2011. |
| ----- | ----- | ----- | ----- | ----- | ----- | ----- | ----- | ----- |
| 4.145 | 4.645 | 5.400 | 4.655 | 3.585 | 3.377 | 3.400 | 3.077 | 2.948 |